# Interwencja walutowa
Interwencja walutowa – instrument polityki pieniężnej wykorzystywany przez banki centralne w celu łagodzenia niekorzystnych zjawisk dla gospodarki powstałych w wyniku niekorzystnych wahań kursu walutowego.
Mechanizm działania interwencji walutowej jest następujący: jeśli popyt na obcą walutę przewyższa jej podaż na rynku walutowym, to jej kurs wzmacnia się w walucie krajowej, a wtedy bank centralny kraju może sprzedać swoje zapasy tej waluty, aby nie doprowadzić do osłabienia waluty krajowej. Możliwa jest także sytuacja odwrotna, kiedy zapotrzebowanie na walutę krajową przewyższa jej podaż, a wtedy bank centralny skupuje walutę obcą, emitując krajowy pieniądz na rynek.
Chociaż interwencje walutowe banków centralnych mogą okazać się korzystne pod różnymi względami, zdaniem niektórych ekonomistów powinny być one stosowane rzadko i rozważnie, chociażby ze względu na możliwą utratę wiarygodności banku centralnego.